# Gembrook
Gembrook är en förort till Melbourne i Australien. Den ligger i kommunen Cardinia och delstaten Victoria, omkring 54 kilometer öster om centrala Melbourne. Antalet invånare är 2 149.
Närmaste större samhälle är Emerald, omkring 10 kilometer väster om Gembrook.
I omgivningarna runt Gembrook växer i huvudsak städsegrön lövskog. Runt Gembrook är det ganska glesbefolkat, med 34 invånare per kvadratkilometer. Genomsnittlig årsnederbörd är 1 332 millimeter. Den regnigaste månaden är juni, med i genomsnitt 166 mm nederbörd, och den torraste är januari, med 57 mm nederbörd.